# Aleida Schot-prijs
De Aleida Schot-prijs is een prijs die sinds 1981 iedere twee jaar wordt toegekend voor literaire vertalingen uit één der Slavische talen in het Nederlands. De prijs is ingesteld door de Aleida Schot-stichting. De prijs is genoemd naar Aleida Schot, slaviste en vertaalster, die de instelling van deze prijs in haar testament had vastgelegd.

## Lijst van prijswinnaars
- 2024 - Nina Targan Mouravi - voor haar gehele oeuvre [1]
- 2022 - Charlotte Pothuizen  - voor haar vertalingen van moderne Poolse literatuur[2]
- 2020 - Peter Zeeman - voor zijn gehele oeuvre, uit het Russisch
- 2018 - Robbert-Jan Henkes - Bij ons op de maan (uit het Russisch, kindergedichtenvertaling)
- 2015 - Madeleine Mes - Abrikozen op sap en andere verhalen van Aleksander Solzjenitsyn
- 2013 - Kees Jiskoot - Gedichten van Sergej Jesenin (uit het Russisch) en andere vertalingen uit het Russisch
- 2011 - Roel Schuyt - De nieuwkomers van Lojze Kovačič (uit het Sloveens) en andere vertalingen uit Slavische talen
- 2009 - Froukje Slofstra - Leven & Lot van Vasili Grossman
- 2007 - Edgar de Bruin - Spoelen met teerzeep van Jáchym Topol
- 2005 - Anne Stoffel - Russische poëzie, met name poëzie van Boris Ryzji, Vladimir Nabokov en Marina Tsvetajeva
- 2003 - Hans Boland - Russische poëzie, met name voor Vroege lyriek van Aleksandr Poesjkin
- 2001 - Aai Prins - Russische literatuur, met name van Zangezi van Velimir Chlebnikov
- 1999 - Arthur Langeveld - Russische literatuur, met name voor De biecht van Leo Tolstoj
- 1997 - F.J.Th.J. (Frans-Joseph) van Agt - Russische poëzie, met name het werk van Aleksandr Poesjkin
- 1995 - Karol Lesman - Onverzadigbaarheid van Stanisław Ignacy Witkiewicz
- 1993 - Reina Dokter - Joegoslavische literatuur, met name het werk van Danilo Kiš en Aleksandar Tišma
- 1991 - Jan Robert Braat, Arie van der Ent, Peter Zeeman, Marko Fondse, Arthur Langeveld, Marc Schreurs, Charles B. Timmer, Kees Verheul, Leidse slavisten (onder wie Karel van het Reve) en de werkgroep van het Slavisch Instituut van de Universiteit van Utrecht - poëzie van Joseph Brodsky
- 1989 - Lourens Reedijk - Tsjevengoer van Andrej Platonov
- 1987 - Yolanda Bloemen en Marja Wiebes - Goedenacht van Andrej Sinjavski (Abram Terts)
- 1985 - Kees Mercks - vertalingen uit het Tsjechisch
- 1983 - Jan Robert Braat - werk van Joeri Trifonov
- 1981 - Gerard Cruys - Russische literatuur, met name werken van Vladimir Vojnovitsj en Sasja Sokolov

## Bron
- Database Literaire Prijzen (Letterkundig Museum).
- website Aleida Schotstichting